# Восканян, Грант Аванесович
Грант Аване́сович Восканя́н (28 декабря 1924, Баку — 17 января 2024, Москва) — филолог-иранист, кандидат филологических наук, профессор кафедры средневосточных языков Военного университета МО РФ, участник Великой Отечественной войны.

## Биография
В 1942 году ушёл добровольцем в армию; окончил курсы военных переводчиков с персидского языка. Участвовал в боевых действиях Великой Отечественной войны. Участник парада Победы (24 июня 1945, Красная площадь).
В 1948 году окончил Военный институт иностранных языков. С 1957 года служил переводчиком в посольстве СССР в Иране. Вышел в отставку в звании полковника.
С 1996 года — профессор кафедры средневосточных языков Военного университета Министерства обороны Российской Федерации.
Скончался 17 января 2024 года.

## Научная деятельность
Автор первого научного труда по фонетике персидского языка (Вводно-фонетический курс персидского языка, 1951), трёх учебников персидского языка и курса лекций по стилистике персидского языка, Большого русско-персидского словаря.

### Избранные труды
- Восканян Г. А. Русско-персидский словарь : Ок. 30000 слов. — М : Рус. яз., 1986. — 829 с. — 37150 экз.
  -  — М.: Восток-Запад АСТ, 2005. — 865 с. — 1000 экз. — ISBN 5-478-00023-X
- Радовильский М. Е., Восканян Г. А., Шойтов А. М. Персидско-русский словарь : Учебный : 4600 слов : С прил. морфол. табл. рус. яз. / Под ред. М. Е. Радовильского. — 2-е изд. — М : Рус. яз., 1985. — 12+796 с. — 5000 экз.
  -  — 3-е изд. — М.: АСТ Восток-Запад, 2005. — 808 с. — 1000 экз. — ISBN 5-478-00189-9

## Награды
- Орден Отечественной войны II степени (6.4.1985)[3]